# Maria Anna de Bavaria (1551–1608)
Maria Anna de Bavaria (n. 21 martie 1551, München – d. 29 aprilie 1608, Graz), aparținând Casei de Wittelsbach, a fost arhiducesă de Austria prin căsătoria cu arhiducele Austriei, Carol al II-lea. 

## Biografie

### Familie
Maria Anna a fost fiica ducelui Albert al V-lea de Bavaria (1528–1579) și a soției sale, arhiducesa Anna de Austria (1528–1590).
Bunicii pe linie paternă au fost ducele Wilhelm al IV-lea de Bavaria (1493–1550) și Maria Iacoba de Baden (1507–1580). 
Bunicii pe linie maternă au fost împăratul romano-german Ferdinand I (1503–1564) și principesa Anna Iagello (1503–1547), fiica regelui Vladislav al II-lea și a soției sale, Anna de Foix. Regele Ludovic al XIV-lea al Franței este unul dintre descendenții ei.
Maria Anna a fost al patrulea dintre cei șapte copii ai ducelui Albert al V-lea. Frații Mariei Anna care au atins vârsta maturității au fost: Wilhelm al V-lea, ducele Bavariei, Ernest de Bavaria, Ferdinand de Bavaria și Maximiliana Maria de Bavaria (care ar fi trebuit să se căsătorească cu regele Sebastian I al Portugaliei).
Maria Anna a petrecut anii copilăriei la curtea tatălui său, în München, unde pictura și muzica erau înfloritoare. Sub supravegherea mamei ei, a primit o educație catolică foarte strictă. A fost eleva lui Andreas Staudenmaier de la care a învățat latină și a primit educația de bază. Maria Anna a dovedit un adevărat talent muzical, fiind prietenă cu compozitorul Orlando di Lasso.

### Căsătorie și descendenți
În 1570 Maria Anna urma să devină soția lui Ioan Sigismund Zápolya, voievodul Transilvaniei, însă acest plan nu s-a materializat. Apoi arhiducele Carol al II-lea al Austriei Interioare (1540–1590), al treilea fiu al împăratului Ferdinand I și al soției sale, principesa Anna Iagello, a cerut mâna nepoatei sale, Maria Anna, mai tânără cu 10 ani decât el, pe care o cunoscuse cu ocazia căsătoriei fratelui ei, Wilhelm, și pentru care simțea o adevărată afecțiune. După ce papa Pius al V-lea a acordat dispensa necesară datorită gradului apropiat de rudenie dintre cei doi, căsătoria a avut loc pe 26 august 1571 la Viena cu care ocazie au avut loc festivități magnifice. Scriitori contemporani, între care H. Wirrich și W. Sponrib, au abordat tema strălucitoarelor sărbători ale nunții cuplului arhiducal. Pe 10 septembrie 1571 tinerii căsătoriți au intrat în Graz, iar festivitățile care au urmat au durat șapte zile. Această căsătorie i-a adus arhiducelui Carol importantul sprijin al Casei de Wittelsbach, conducătoarea Bavariei.
Arhiducele Carol fusese timp de aproape un deceniu pretendentul reginei Elisabeta I a Angliei, dar în ciuda lungilor negocieri, această căsătorie nu s-a concretizat.
Căsătoria fericită a Mariei Anna cu Carol al II-lea a avut ca rezultat cincisprezece copii (șase fii și nouă fiice):
- Ferdinand (n. 15 iulie 1572, Judenburg – d. 3 august 1572, Judenburg);
- Anna (n. 16 august 1573, Graz – d. 10 februarie 1598, Varșovia), căsătorită la 31 mai 1592 cu Sigismund al III-lea Vasa, regele Poloniei, Mare Duce al Lituaniei și rege al Suediei;
- Maria Cristina (n. 10 noiembrie 1574, Graz – d. 6 aprilie 1621, Hall în Tirol), căsătorită la 6 august 1595 cu Sigismund Bathory, prinț al Transilvaniei; în 1599 ei au divorțat;
- Caterina Renata (n. 4 ianuarie 1576, Graz – d. 29 iunie 1599, Graz);
- Elisabeta (n. 13  martie 1577, Graz – d. 29 ianuarie 1586, Graz);
- Ferdinand (n. 9 iulie 1578, Graz – d. 15 februarie 1637, Viena), împărat al Sfântului Imperiu Roman sub numele de  Ferdinand al II-lea din 1619;
- Carol (n. 17 iulie 1579, Graz – d. 17 mai 1580, Graz);
- Gregoria Maximiliana (n. 22 martie 1581, Graz – d. 20 septembrie 1597, Graz);
- Eleanor (n. 25 septembrie 1582, Graz – d. 28 ianuarie 1620, Hall/Tirol), călugăriță;
- Maximilian Ernest (n. 17 noiembrie 1583, Graz – d. 18 februarie 1616, Graz), cavaler al Ordinului Teutonilor;
- Margareta (n. 25 decembrie 1584, Graz – d. 3 octombrie 1611, Madrid), căsătorită la 18 aprilie 1599 cu regele Filip al III-lea al Spaniei;
- Leopold (n. 9 octombrie 1586, Graz – d. 13 septembrie 1632, Schwaz), arhiduce de Austria și conte de Tirol;
- Constance (n. 24 decembrie 1588, Graz – d. 10 iulie 1631, Varșovia), căsătorită la 11 decembrie 1605 cu Sigismund al III-lea Vasa, rege al Poloniei, Mare Duce al Lituaniei și rege al Suediei (văduv al surorii ei mai mari);
- Maria Magdalena (n. 7 octombrie 1589, Graz – d. 1 noiembrie 1631, Padua), căsătorită la 19 octombrie 1608 cu Cosimo al II-lea de Medici, Mare Duce de Toscana;
- Carol Postumul (n. 7 august 1590, Graz – d. 28 decembrie 1624, Madrid), episcop de Wroclaw și Brixen (1608–24), Mare Maestru al Ordinului Teutonic (1618–1624).

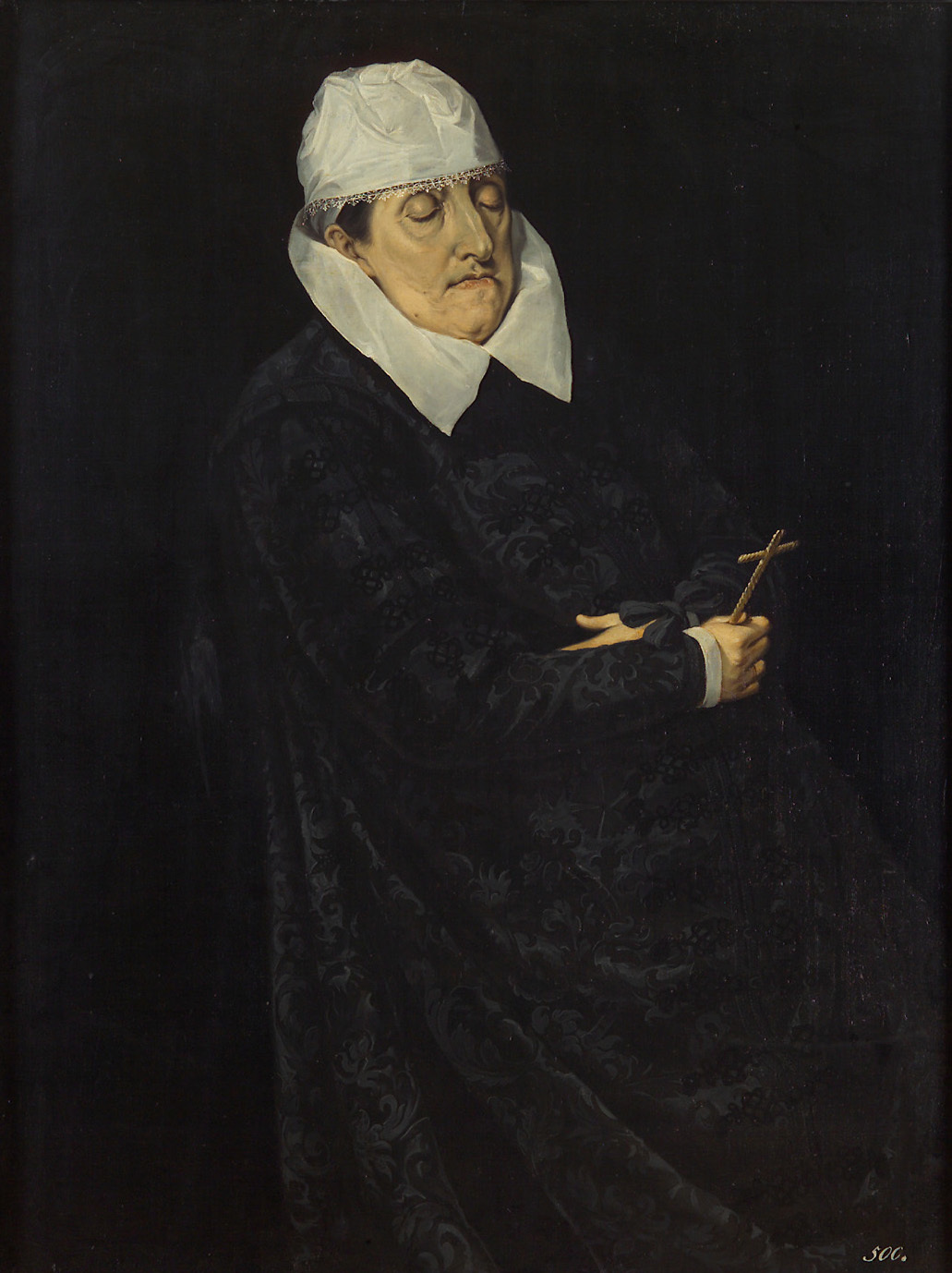
Arhiducesa Maria Anna pe patul de moarte (Giovanni Pietro de Pomis)

### Maria Anna ca arhiducesă
Imediat după căsătorie, Maria Anna, conștientă de propria putere, a exercitat în noua ei patrie o influență politică semnificativă. Cu o educație catolică strictă, arhiducesa s-a dedicat activităților caritabile, frecventând în mod regulat biserica, luând parte la pelerinaje, promovând Contrareforma în Stiria și susținând cu generozitate călugării iezuiți. Deoarece iubea călătoriile, îl însoțea adesea pe arhiducele Carol în călătorii. A participat la dieta din Laibach (sfârșitul anului 1575), la cea din Klagenfurt (februarie – mai 1576), s-a aflat în 1581 alături de soțul ei la Praga la curtea împăratului Rudolf al II-lea, apoi la dieta din Augsburg în 1582 și la cea din Innsbruck în 1584. A călătorit și în alte țări: de patru ori în Polonia, o dată în Spania și în Transilvania.

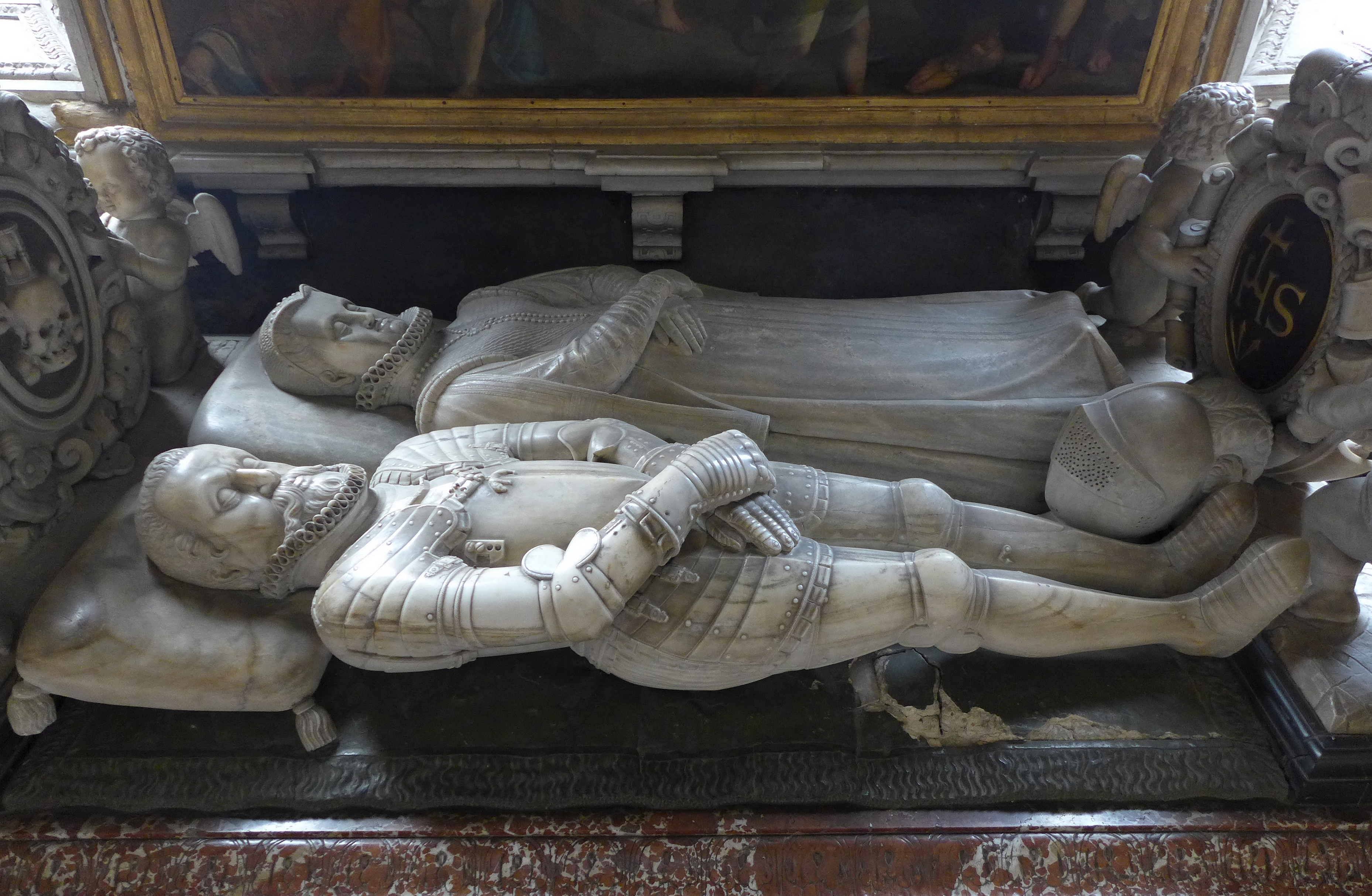
Gisant reprezentând pe arhiducele Carol al II-lea și soția sa, arhiducesa Maria Anna de Bavaria, pe cenotaf lor (Mausoleul familiei Habsburg, Bazilica Seckau)

Maria Anna și-a crescut copiii extrem de conștiincios și foarte strict. Ca și soțul ei, se spune că a fost o persoană destul de risipitoare. De asemenea, a arătat o mare pasiune pentru vânătoare. În multe dintre scrisorile ei poate fi observat un stil necizelat în dialect bavarez.
În iulie 1590 soțul Mariei Anna a murit. Ea nu și-a stabilit reședința de văduvă în cetatea Judenburg care îi fusese atribuită ca reședință, ci a rămas la Graz. Maria Anna și-a crescut aproape singură fiul cel mare în primii lui ani de viață, în spirit strict catolic (viitorul împărat Ferdinand al II-lea). Deoarece protestantismul devenise prea puternic în Graz, a hotărât încă din timpul vieții soțului ei, ca Ferdinand să fie trimis la Universitatea din Ingolstadt în ianuarie 1590 pentru continuarea educației sub stricta supraveghere a iezuiților. Când Ferdinand a preluat guvernarea Austriei Interioare în 1596, mama sa l-a încurajat constant să ia măsuri drastice împotriva mișcării protestante. Astfel, Maria Anna s-a asigurat că predicatorii protestanți urmau să ajungă la spânzurătoare. De asemenea, ea a influențat semnificat reformele inițiate de Ferdinand. Maria Anna și-a căsătorit câteva dintre fiice în interes politic. Atitudinea ei în disputa dintre împăratul Rudolf al II-lea și fratele său, Matia a fost una foarte înțeleaptă.
Activitățile caritabile ale Mariei Anna au inclus donații generoase pentru săraci și îngrijirea personală a bolnavilor și a femeilor însărcinate. Ea se supunea frecvent la exerciții de smerenie, venera moaște și făcea daruri bisericilor. Maria Anna și-a ales confesorii din rândul iezuiților, pe care îi prețuia în mod deosebit.
Întemeierea mănăstirii clariselor la Graz în anul 1602 s-a făcut din inițiativa Mariei Anna. Acolo arhiducesa, care participa la evlavia călugărițelor, a devenit ea însăși călugăriță puțin timp înainte de a muri la 29 aprilie 1608 la vârsta de 57 de ani. A fost înmormântată la Graz, întâi în Mănăstirea Clariselor și apoi în Mausoleul familiei Habsburg în Bazilica Seckau.